# Костешти (Појана Вадулуј)
Костешти (рум. Costești) насеље је у Румунији у округу Алба у општини Појана Вадулуј. Oпштина се налази на надморској висини од 962 m.

## Становништво
Према подацима из 2002. године у насељу је живело 201 становника, од којих су сви румунске националности.